# Медведєв Михайло Володимирович
Михайло Володимирович Медведєв  (нар. 8 липня 1978, Дніпропетровськ, УРСР, СРСР) — український науковець-дослідник, лікар-акушер-гінеколог, доктор медичних наук, професор кафедри акушерства та гінекології Дніпровського державного медичного університету, Заслужений лікар України. Член Асоціації акушерів-гінекологів України, ESHRE, ESGO, NESA, SLS, SEUD та інших міжнародних медичних асоціацій за спеціальностями акушерство та гінекологія, онкогінекологія, репродуктивна медицина, мінімально-інвазивна хірургія в гінекології. Засновник та хедлайнер навчальної платформи KDM CME Project. Засновник та медичний директор Клініки доктора Медведева.

## Життєпис
Михайло Володимирович народився 8 липня 1978 року в м. Дніпропетровськ. Все своє шкільне життя захоплювався навчанням, зокрема — біологією.
У 2000 році декілька місяців стажувався в акушерському та гінекологічному відділеннях клініки OLMMC (зараз клініка не існує) в США, м. Нью-Йорк.
Розпочавши в 2006 році з посади асистента на кафедрі Акушерства та гінекології, наразі є професором Дніпровського державного медичного університету (з 2014 року).
У 2013 році захистив докторську дисертацію на тему «Лейоміома матки: нові підходи до застосування органозберігаючих технологій у лікуванні» при Національній медичній академії післядипломної освіти (зараз Національний університет охорони здоров'я України імені П. Л. Шупика).
У 2013 році виграв грант та пройшов семінар фонда Дж. Сороса Open Medical Institute по репродуктивній медицині, м. Зальцбург, Австрія.
У 2017 році став співавтором популярного у світі підручника Mastering the Techniques in Hysteroscopy
2020 рік — Atlas of Hysteroscopy видавництва Springer
2023 рік — співавторство в підручнику Clinical Key Notes in Obstetrics
2023 рік — співавторство в підручнику Updates in Hysteroscopy
2024 рік — співавторство в підручнику A Comprehensive Handbook of IVF
2024 — співавторство у «Урогенітальні інфекції: підручник»

## Наукові інтереси
Основні наукові інтереси Михайла Медведєва — малоінвазивна хірургія в гінекології, NOTES (natural orifice surgery), гістероскопія. Доброякісна та злоякісна патологія жіночої репродуктивної системи. Питання опущення статевих органів і урогінекології.

## Нагороди
У 2021 році отримав звання Заслужений лікар України

## Публікації
Михайло Медведєв є автором понад 200 наукових праць.